# Margarete Düren
Margarete Düren (* 24. September 1904; † um 1988 in Köln) andere Namen Margarethe Düren, Margarethe Düren-Herrmann, Margarete Düren-Herrmann war eine deutsche Opernsängerin (Sopran).

## Leben
1937 war Düren Erstinterpretin von „Heimatlied“ und „Ein Walzer zu zweien“ (Langsamer Walzer) aus der Operette Monika von Nico Dostal. In Leipzig lernte sie den Kammer- und Opernsänger Josef Herrmann (1903–1955) kennen. Sie traten oft gemeinsam auf, so in Figaros Hochzeit von Wolfgang Amadeus Mozart und in Albert Lortzings Undine. Sie waren beide an der Semperoper engagiert und machten gemeinsame Schallplattenaufnahmen.
Herrmann und Düren heirateten einige Zeit später und ließen sich in Dresden in der Tiergartenstrasse nieder.
Josef Herrmann verlegte sein musikalisches Wirken mehr und mehr nach Berlin. Die Ehe zwischen dem umworbenen Heldenbariton Herrmann und der Sopranistin Düren kriselte bereits, blieb kinderlos und wurde nach dem Krieg geschieden.
Magarethe Düren entschied sich einen Tag vor der Mauerschließung mit ihrem Dackel und einem kleinen Koffer den letzten Zug von Dresden aus in den Westen zu nehmen. Drüben musste sie sich eine neue Existenz aufbauen. Sie sang als Gast in Karlsruhe und Stuttgart.
Schließlich fand Düren ihre Bestimmung in Köln, wo sie in einer Einzimmerwohnung direkt gegenüber dem Kölner Opernplatz wohnte. Die zierliche, blonde, bildhübsche Sängerin hatte eine Naturstimme, ungezügeltes Temperament und enorme Durchsetzungskraft, weshalb sie der Kölner Oper bis zum Tod tatkräftig über 30 Jahre verbunden blieb. Dort war sie nach langjährigen Engagements bis ins hohe Alter als Souffleuse und als geschätzte Gesangspädagogin von bedeutenden Opernsängern tätig, konnte die Kopfresonanz, die Höhe, herausarbeiten. Als Souffleuse sagte sie den Sängern schonungslos, aber mit Humor, warum sie schlecht gesungen hatten, gab Tipps wie sie die Partie nach der Pause gesangtechnisch besser hinkriegen. Ihre Kritik wurde ernst genommen und war sogar gewünscht. Vor jeder Aufführung überprüfte sie Änderungen im Orchestermaterial und erkundigte sich persönlich bei den Solisten, ob sie darüber informiert waren. Das war notwendig vor allem bei Gastsängern, die nur eine Stunde Probe hatten oder beim Direkteinstieg. Gleichzeitig verabredete sie ihre Arbeit als Souffleuse. Sie gab Einsätze für Sänger vom Kasten aus, brachte mehrere Stimmen zusammen, kannte die Textschwächen, hatte das richtige Timing, dass Sänger den Texten mühelos folgen konnten, regelte sogar das Luftholen, wenn Dirigenten zu langsam waren. Auf Proben war sie äußerst hilfreich bei Problemen mit der Stimmlage. Durch ihre Gesangskarriere hatte sie für jede Arie – in jedem Stimmfach – die entsprechenden Interpretationsvarianten parat.
Sie war bestens befreundet mit dem Weltstar Edda Moser und Sybille Hampe, der Gattin des langjährigen Kölner Opernintendanten Michael Hampe.

## Diskografie (Auswahl)
- ABC der Gesangskunst in Deutschland. Teil 1. (Aufn.: 1927–1949). Line Music, Hamburg 2002, DNB 358191521.
- Willy Treffner. (Aufn.: 1939–1943; Gesamttitel: Lebendige Vergangenheit), Preiser, Wien 2001, DNB 35896718X.